# HMS Dominica (K507)
La HMS Dominica (K507) fue una fragata clase Colony de la Marina Real británica. Su nombre se refiere a Dominica, país del Caribe perteneciente a la Mancomunidad de Naciones.

## Historia
Fue puesta en grada el 10 de junio de 1943, fue botada el 14 de septiembre de ese mismo año, y puesta en servicio el 25 de enero de 1944. Siendo construida inicialmente para la Armada de los Estados Unidos, se denominó USS Harman (PF-79). Al ser transferida a la Marina Real británica, adoptó el nombre HMS Dominica (K507). Y tras un servicio de tres años, en 1946, fue devuelta a los Estados Unidos y retirada definitivamente.